# Hessie
Carmen Lydia Djuric, conocida como Hessie (Santiago de Cuba, 17 de abril de 1936-Pontoise, 9 de octubre de 2017), fue una artista textil francocubana contemporánea.
Vivió y trabajó en Hérouval, localidad de Montjavoult en el Vexin francés (Oise).

## Biografía
Artista autodidacta, Hessie abandonó Cuba en 1962. Pasó por Nueva York, al principio de los años 1960 donde encontró el pintor Miodrag Djuric conocido como DADO. En 1962 la pareja se instaló a Hérouval, en un viejo molino transformado en casa taller. Desde su llegada a Francia, Hessie comenzó a crear sus obras textiles, recolectando materiales pobres, objetos de uso cotidiano, incluso los descartes (botones, papeles) que fijó sobre piezas de tejidos naturales encontrados en el mercado Saint-Pierre.
Feminista, estuvo muy comprometida en el Movimiento de liberación de las mujeres.

## Carrera
Componiendo pacientemente su lenguaje plástico de gran complejidad y exigente precisión, estratificó una caligrafía personal sobre el tejido. Dando pocos títulos o fechas a sus obras, realizó las series Escrituras, Bastones Pédagogiques, Vegetaciones, Alambradas, Botones.
En 1975, Suzanne Pagé la invitó a la feria ARCO para su primera monografía Survival Art. Encarnó con Milvia Maglione y Raymonde Arcier, las Nouvelles Pénélopes sostenidas y defendidas por Aline Dallier en los años 1970. En 1976 participó en la exposición colectiva Combative Acts, Profiles and Voices - An Exhibition of Women Artists from París, que la crítica de arte feminista organizó en la A.I.R. Gallery con la participación de Nilo Yalter, Milvia Maglione o Françoise Janicot.
Desde los años 1980, sus creaciones se hacen cada vez más escasas en la escena artística. Por medio de la exposición Donations Daniel Cordier, dos de sus obras ingresaron en las colecciones del Centro Pompidou, Sin título, hacia 1978 y Vegetación, antes de 1978. Con ocasión del montaje de Elles@centrepompidou, hizo una donación al museo.

## Características de sus obras

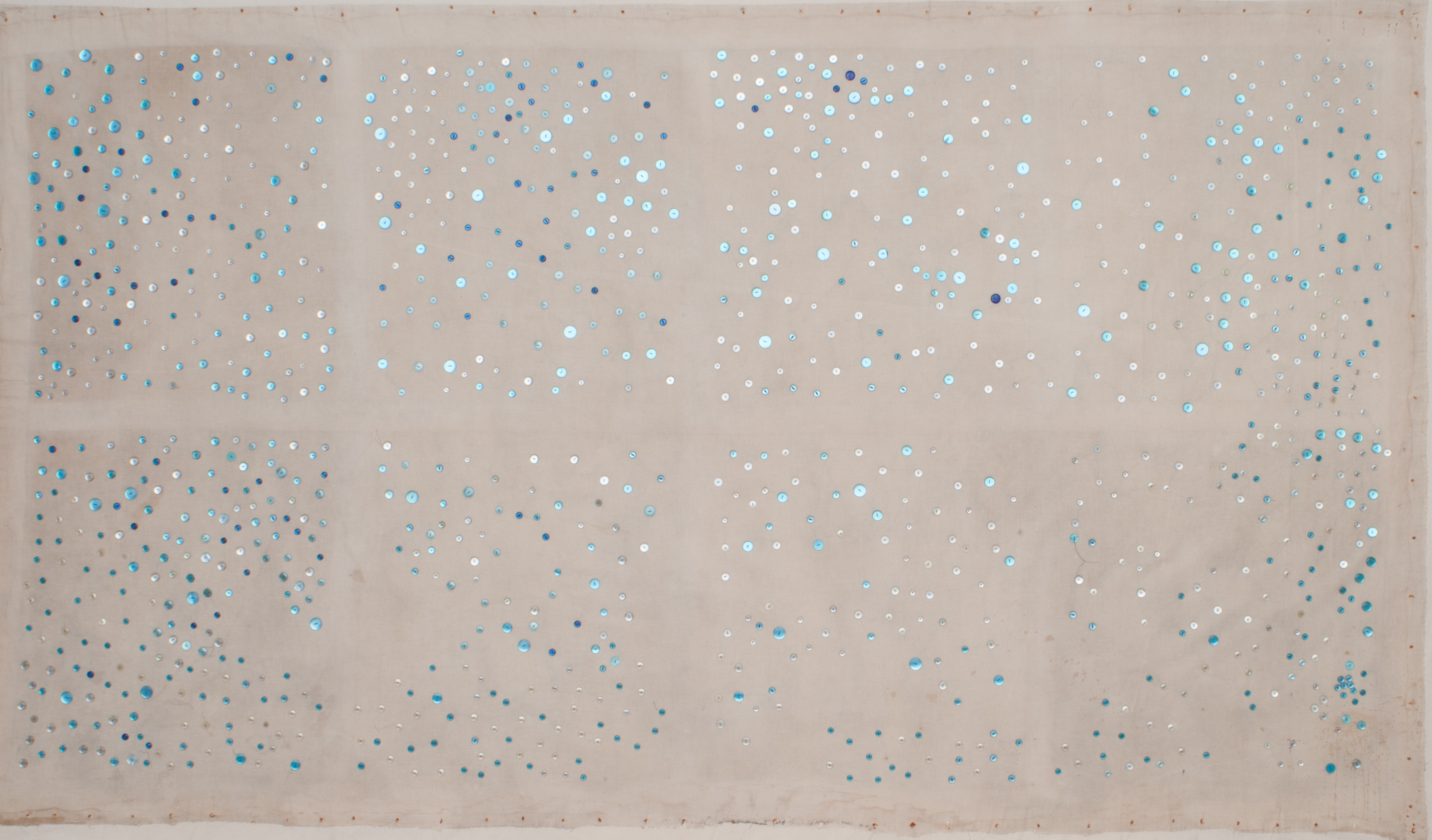
Hessie, « Botones azules », 1974-75. Botones azules y grises cosidos sobre tejido de coton, 165 x 295 cm.

Sus bordados, que irónicamente pueden describirse como una «actividad femenina», consisten principalmente en composiciones de hilos blancos o de colores sobre tela de algodón sin blanquear. Este proceso, al servicio de un interés minimalista, cercano a las preocupaciones de Soportes-Superficies, abarca un impresionante repertorio de formas. Titula a su vez a sus series: malla metálica, bastones de enseñanza, bacterias, vegetación, escritura, agujeros, puntadas, botones... Su técnica de bordado también puede extenderse a otros medios en sus Desperdicios-collages o Máquinas de escribir.
Camille Morineau comparó el trabajo de Hessie sobre las cuadrículas de costura con el de Bernadette Bour, Milvia Maglione o Ghada Amer e inscribió sus obras en la reflexión sobre la estructura excéntrica, tal como la definió Lucy Lippard en 1966 y la practicaron Hanne Darboven, Louise Nevelson, Valérie Jouve o Aurélie Nemours.
En el caso de Hessie, el patrón y el soporte son de la misma naturaleza y se generan mutuamente. En sus composiciones abstractas, existe una correspondencia exacta entre el proceso –el de una lenta repetición en serie, casi de trance– y la obtención de la forma. Lo que Hessie muestra es su proceso de fabricación, donde la técnica y el motivo van de la mano.

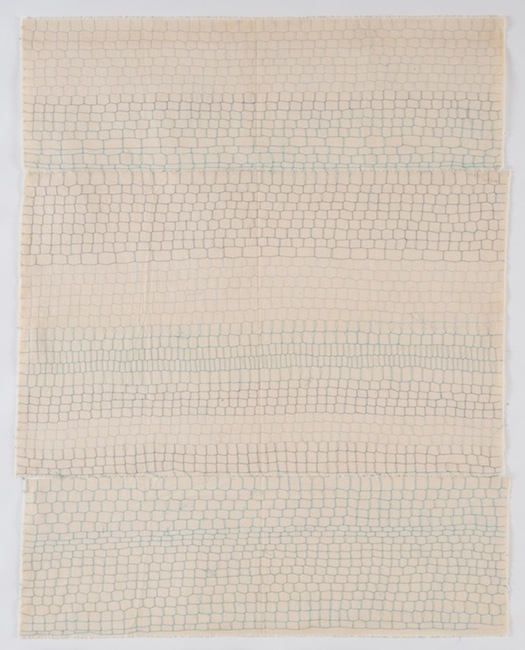
Hessie, « Alambrada Tubino 4834 », 1975-76. Broderie de hilos azules sobre tejido de algodón cosido en tres elementos, 104 x 82 cm.

Una importante serie de obras sobre papel complementa también su trabajo. Si bien algunas de las preocupaciones plásticas que aquí se despliegan resultan familiares a las del bordado, la serie sobre papel abre otra faceta de su obra, más anclada en la vida cotidiana y una recuperación de elementos extraídos del círculo privado de la vida diaria. Los collages, más espontáneos que el laborioso trabajo del bordado, evocan una cierta urgencia, por su impresionante número, por un lado, y por ese afán de guardar y congelar las cosas, por otro: papel de envolver, ropa usada, objetos rotos, pero también montones de polvo, plantas o pieles de animales.

## Exposiciones individuales
Exposiciones más destacadas de una selección no exhaustiva:
- 1975 : Survival Art : Hessie, ARC 2, Museo de arte moderno de París
- 1976 : Hessie, Galerie Marcel Billot, París
- 1978 : Hessie / Survival Art, Konsthall, Lund, Suecia
- 2015 : Hessie : Survival Art 1969-2015, Galerie Arnaud Lefebvre, París
- 2016 : Hessie : Collages & Papiers, Galerie Arnaud Lefebvre, París
- 2016 : Hessie, ART BRUSSELS, Bruselas
- 2016 : Hessie : Silence, La BF15, Lyon
- 2016 : Hessie : Solo Show, FIAC Grand Palais, París
- 2017 : Hessie, Drawing Now Paris, Carreau du Temple, París
- 2017 : Hessie, Drawing Room, La Panacée, Montpellier
- 2017 : Hessie, Survival Art, Les Abattoirs, Toulouse

## Exposiciones colectivas
Entre una selección no exhaustiva:
- 1969 : Tendance avant-garde, Institut de Cachin
- 1972 : Collection de Madame et Monsieur B, Centre national d’Art contemporain (CNAC), Paris
- 1974 : Grandes femmes, Petits formats : Micro-salon 1974, 99 exposantes, Iris Clert / Christofle, Paris
- 1974 : Art vidéo / Confrontation 74, ARC, musée d’Art moderne de la Ville de Paris, Paris, 8 novembre - 8 décembre
- 1976 : Art boxes, Kunsthandel Brinkinau, Ámsterdam
- 1976 : Combative Acts, Profiles and Voices : An Exhibition of Women Artists from Paris, AIR Gallery, New York, 22 mai - 16 juin
- 1976 : Boîtes, ARC 2, musée d’Art moderne de la Ville de Paris, 16 décembre 1976 – 30 janvier 1977
- 1977 : Broderies au passé et au présent, musée des Arts décoratifs, Paris, 28 avril - 18 juillet
- 1979 : Ateliers aujourd'hui : œuvres contemporaines des collections nationales : accrochage II, Centre Pompidou, Paris
- 1980 : Travaux sur papier / objets, Centre culturel municipal Jacques Prévert, Villeparisis, 6 décembre 1979 - 25 janvier 1980
- 1983 : Nœuds & Ligatures, Fondation nationale des arts graphiques et plastiques, Paris, 21 juin - 23 août
- 1989 : Daniel Cordier : le regard d’un amateur, Centre Pompidou, MNAM, Paris, 22 novembre 1989 - 21 janvier 1990
- 1998 : Archipel 98 (1), Galerie é.o.f., Paris, 26 mars - 5 avril
- 2002 : Affinités, musée des beaux-arts Denys-Puech, Rodez, 7 juin - 13 octobre
- 2007 : Absolumental 2, Les Abattoirs, Toulouse, 21 septembre - 14 octobre
- 2008 : Le monde de Dado, L’Atelier blanc, Villefranche-de-Rouergue, janvier - février
- 2008 : Les Dado, Centre artistique Manoir du Moulin Blanc, Verderonne, 6 juillet - 16 novembre
- 2009 : Les désordres du plaisir, Les Abattoirs, Toulouse, 24 janvier - 19 avril
- 2009 : elles@centrepompidou, Centre Pompidou, MNAM, Paris, 27 mai 2009 - 21 février 2011
- 2015 : Cosmogonie, Galerie Arnaud Lefebvre, Paris, 8 janvier - 7 février
- 2016 : Poésie balistique, La Verrière Hermès, Bruxelles, 23 avril - 2 juillet
- 2017 : En toute modestie - Archipel Di Rosa, musée international des arts modestes (MIAM), Sète, 3 février - 17 septembre

## Publicaciones
- Survival Art : Hessie ARC 2, musée d’Art Moderne de la Ville de Paris, 12 fév-16 mars 1975.
- Combative Acts, Profiles and Voices – An exhibition of women artists from Paris, works by Bour, Hessie, Janicot, Maglione and collective work by Aballea, Blum, Croiset, Mimi and Yalter, Aline Dallier, New York, 1976.
- Hessie : Survival Art Marianne Nanne-Brahammar, Lund, 1978.
- Activités et réalisations de femmes dans l’art contemporain : un premier exemple : les œuvres dérivées des techniques textiles traditionnelles, Jacqueline Gauvreau, Aline Dallier-Popper, thèse de doctorat, Esthétique, Paris 8, 1980.
- Affinités : œuvres de la collection des Abattoirs Toulouse, musée Denys-Puech, Rodez, du 7 juin au 13 octobre 2002, préface de Laurence Imbernon, 104 pages.
- Daniel Cordier : le regard d’un amateur, donation Daniel Cordier dans les collections du Centre Pompidou, musée national d’art moderne : [exposition, Paris, Centre Pompidou, 14 novembre 1989-21 janvier 1990], catalogue sous la direction de Bénédicte Ajac, nouvelle éd. revue et corrigée, Toulouse : les Abattoirs ; Paris : Centre Pompidou, 2005.
- Art, féminisme, post-féminisme : un parcours de critique d’art, Aline Dallier-Popper, L’Harmattan, Paris, 2009.
- Dictionnaire universel des créatrices sous la direction de Marie Laure Bernadac, notice de Sonia Recasens, Éditions des Femmes-Antoinette Fouque, 2013.
- Cosmogonies : Hessie, Kapwani Kiwanga, Myriam Mihindou, catalogue d'exposition présentée à la Galerie Arnaud Lefebvre en janvier 2015, publication dirigée par Sonia Recasens, commissaire de l'exposition.
- Hessie : Survival Art 1969-2015, avec les textes d’Émilie Bouvard, Philippe Cyroulnik, Yanitza Djuric, Fabienne Dumont, Nathalie Ernoult, Arnaud Lefebvre, Aurélie Noury, Diana Quinby, Sonia Recasens, Claude Schweisguth, Amarante Szidon, Anne Tronche et Sarah Wilson, Paris, Galerie Arnaud Lefebvre, 2015.